# Qianomys
Qianomys is een geslacht van uitgestorven knaagdieren uit de onderfamilie muizen en ratten van de Oude Wereld (Murinae) dat gevonden is in het Laat-Pleistoceen (400.000 tot 200.000 jaar geleden) van Guizhou. De enige soort is Q. wui. Die is genoemd naar Dr. Wu Maolin, die samen met de ontdekker van Qianomys, Zheng Shaohua, naar fossielen heeft gezocht in Guizhou. De geslachtsnaam Qianomys is afgeleid van de afkorting 'qian' voor Guizhou, gecombineerd met het Griekse woord μυς 'muis'. Dit geslacht lijkt op het Filipijnse geslacht Crateromys, maar dat is waarschijnlijk slechts een oppervlakkige gelijkenis. Dit geslacht lijkt op de levende leden van de zogenaamde Dacnomys-divisie, zoals Niviventer, Saxatilomys en Tonkinomys.
Q. wui is een grote, hypsodonte soort. De eerste bovenkies heeft vijf wortels, alle onderkiezen hebben er twee. De knobbel t7 ontbreekt op de eerste bovenkies. De twee gevonden bovenkiezen behoren met grote waarschijnlijkheid echter tot het geslacht Niviventer.
Allorattus · 
Antemus · 
Anthracomys · 
Beremendimys · 
Castillomys · 
Castromys · 
Chardinomys · 
Dilatomys · 
Euryotomys · 
Hansdebruijnia · 
Hooijeromys · 
Huaxiamys · 
Huerzelerimys · 
Kritimys · 
Leilaomys · 
Linomys ·
Orientalomys · 
Paraethomys · 
Parapelomys · 
Parapodemus · 
Progonomys · 
Prohadromys · 
Qianomys · 
Ratchaburimys · 
Rhagamys · 
Rhagapodemus · 
Saidomys · 
Sinapodemus · 
Stephanomys · 
Wushanomys · 
Yunomys
Soorten met onduidelijke verwantschappen:
Karnimata huxleyi · 
Karnimata inflata · 
Karnimata intermedia · 
Karnimata minima · 
Mastomys colberti · 
Mus hipparionum · 
Progonomys debruijni